# Rivière Cook (Québec)
Pour les articles homonymes, voir Cook et Rivière Cook.
La rivière Cook est un affluent de la rivière Jacques-Cartier, coulant dans le parc national de la Jacques-Cartier, dans le territoire non organisé de Lac-Croche, dans la municipalité régionale de comté (MRC) La Jacques-Cartier, dans la région administrative de la Capitale-Nationale, dans la province de Québec, Canada.
La partie supérieure de la vallée de la rivière Cook est desservie par des routes forestières secondaires.
La foresterie constitue la principale activité économique du secteur ; les activités récréotouristique, en second.
La surface de la rivière Cook (sauf les zones de rapides) est généralement gelée de début décembre à fin mars ; la circulation sécuritaire sur la glace se fait généralement de fin décembre à début mars. Le niveau de l'eau de la rivière varie selon les saisons et les précipitations ; la crue printanière survient en mars ou avril.

## Géographie
Les principaux bassins versants voisins de la rivière Cook sont :
- côté nord : Petit lac Jacques-Cartier, rivière Jacques-Cartier Nord-Ouest, rivière Jacques-Cartier ;
- côté est : rivière Jacques-Cartier ;
- côté sud : rivière Chézine, rivière Chézine Nord ;
- côté ouest : lac Batiscan.

La rivière Cook prend sa source au lac Cook (longueur : 1,3 km ; altitude : 730 m). À partir de l'embouchure du lac Cook, le cours de la rivière Cook descend sur 4,5 km selon les segments suivants :
- 2,3 km vers le sud-est, jusqu'à la décharge (venant de l'ouest) du lac Bréboeuf ;
- 2,2 km vers le sud-est dans vallée encaissée, jusqu'à son embouchure[2].

La rivière Cook se déverse sur la rive ouest de la rivière Jacques-Cartier dans une zone de rapides. À partir de cette confluence, le courant descend sur 55,4 km généralement vers le sud en suivant le cours de la rivière Jacques-Cartier laquelle se déverse sur la rive nord-ouest du fleuve Saint-Laurent.

## Toponymie
Le terme Cook s'avère un patronyme de famille d'origine anglaise.
Le toponyme rivière Cook a été officialisé le 7 novembre 1985 à la Banque des noms de lieux de la Commission de toponymie du Québec.